# George Harris (acteur)
George William Harris (Grenada, 20 oktober 1949) is een Brits acteur.
Hij is vooral bekend door zijn rol in verschillende Harry Potter-films. Hierin vervulde hij de rol van Romeo Wolkenveldt in Harry Potter en de Orde van de Feniks (2007), Harry Potter en de Relieken van de Dood deel 1 (2010) en Harry Potter en de Relieken van de Dood deel 2 (2011). Harris heeft ook gespeeld in Raiders of the Lost Ark (1981) als Captain Simon Katanga en heeft daarnaast ook een echte Somali gespeeld in de film Black Hawk Down (2001).
- Biblioteca Nacional de España: XX5428159
- Gemeinsame Normdatei: 142163090
- International Standard Name Identifier: 0000 0001 1488 5549
- Library of Congress Control Number: n2005022083
- MusicBrainz: 95aaf724-1554-4321-9964-f9cdf47ab06f
- SNAC: w64r586j
- Système universitaire de documentation: 15554912X
- Virtual International Authority File: 21547441
- WorldCat: E39PBJxcXvKqGfXw3qkMDTQQbd